# Таможенные правила Таиланда
Таможенные правила Таиланда — это совокупность требований, влияющих на импорт и экспорт продукции через границу Таиланда.
В королевстве Таиланд действует система «зелёного» и «красного коридоров». «Зелёным коридором» может воспользоваться лицо, перемещающее товары, которые не подлежат декларированию. «Красный коридор» предназначен для лиц, перемещающих товары, подлежащие декларированию, например, товары, в отношении которых должны быть уплачены таможенные платежи, запрещённые товары или в отношении которых требуется специальное разрешение.

## Правила импорта

### Предметы не подлежащие декларированию
Владельцы паспортов, не зависимо от возраста, могут беспошлинно провозить через границу следующие предметы:
- 200 сигарет или 250 граммов табака на человека (блоки должны лежать в разных сумках).
- 1 литр алкогольных напитков (не зависит от крепости).
- предметы личного пользования стоимостью до 80000 бат.
- 1 фотоаппарат или видеокамеру.
- 5 фотоплёнок или 3 кассеты для 8- либо 16-миллиметровой видеокамеры.
- предметы домашнего хозяйства и бытовой техники — в разумном количестве владелец может ввозить их в Таиланд по причине смены места жительства.

Путешествующие по транзитной визе и визе по прибытии могут свободно ввозить в страну товары стоимостью до 10 000 бат на человека или 20 000 бат на семью.

Владельцы туристической визы могут свободно ввозить в страну товары стоимостью до 20 000 бат на человека или 40 000 бат на семью.

В случае попытки провести незарегистрированный товар стоимостью больше установленного денежного лимита, нарушителю будет выписан штраф в 4 раза превышающий стоимость товара.

### Предметы требующие лицензию
- Огнестрельное оружие и боеприпасы (например фейерверки или петарды) требуют лицензии, выданной Министерством внутренних дел.
- Золото в слитках и пластинах. Если лицензия на импорт отсутствует, золото можно оставить на таможне — оно будет возвращено при выезде из страны.
- Растениям и частям растений требуется лицензия, выданная Министерством сельского хозяйства.
- Сильнодействующие лекарственные средства требуют соответствующих документов и разрешения на ввоз.

### Запрещённые предметы
- Любые порнографические материалы или интимные изделия с видом половых органов.
- Электронные сигареты и кальян.
- Наркотические и психотропные вещества.[4]
- Нелицензионные видео- и аудиоматериалы (пиратские копии).
- Повербанки (powerbank) больше 32000 mah (повербанки меньшего объёма должны провозиться только в ручной клади).[5]
- Мясо из любой страны, затронутой губчатой энцефалопатией крупного рогатого скота, коровьим бешенством или ящуром.
- Импорт некоторых видов, находящихся под угрозой исчезновения растений, животных и их частей, запрещён или ограничен в рамках СИТЕС.

### Домашние питомцы
- Домашние животные должны иметь медицинский сертификат на английском языке, подписанный уполномоченным ветеринарным должностным лицом правительства страны-экспортёра. Импортёр должен связаться с Станцией карантина животных в аэропорту въезда, по крайней мере, за 15 дней до ввоза. Если животное перевозится в качестве груза, также требуется разрешение на импорт, полученное заранее от Департамента развития животноводства.
- Кошки и собаки: требуется свидетельство об отсутствии бешенства.
- Птицы: страна происхождения должна быть свободной от птичьего гриппа. Не менее 6 недель с момента вылупления птица должна была находиться в стране происхождения. Птицы должны находиться в изоляции или карантине под наблюдением уполномоченного ветеринарного чиновника в течение 21 дня до отгрузки.
- Все домашние животные подвергаются карантину в утверждённых помещениях в течение не менее 30 дней после прибытия за счёт импортёра / владельца.
- Домашние животные могут входить как зарегистрированный багаж пассажиров, в салоне или в качестве груза.

В Таиланд ранее было запрещено ввозить собак породы питбуль-терьер и американский стаффордширский терьер, запрет снят!

### Импорт валюты
Разрешено ввозить следующие суммы наличными:
- Местная валюта (Bath/THB): до 50 000 бат на человека или 100 000 бат на семью.
- Иностранные валюты: неограничено. Однако суммы иностранной валюты, превышающие 20 000 долларов США (в эквиваленте), должны быть задекларированы на таможне.

## Правила экспорта

### Предметы не подлежащие декларированию
- Бесплатный экспорт табачных изделий в любом количестве.

### Предметы требующие лицензию
- Для вывоза купленных в Таиланде драгоценностей, украшений, слитков и драгоценных камней надо взять в магазине соответствующий сертификат.
- Произведения искусства и антиквариат. Получить лицензию можно в Департаменте изобразительных искусств (Department of Fine Arts).

### Запрещённые предметы
- Кораллы в необработанном виде, драгоценные камни в необработанном виде или без оправы (разрешены только в виде сувениров или украшений).
- Предметы из слоновой кости, а также из кожи и кости охраняемых животных — больших кошек (тигров, леопардов, барсов).
- Изображения Будды (кроме нательных медальонов и статуэток до 13 см высотой) и Бодхисатв, а также их фрагментов; чаши для подаяния. Исключение делается лишь для путешественников, которые выезжают по культурному обмену или вывозят изображения Будды и Бодхисатв для научно-исследовательских целей.
- Наркотические вещества.
- Фальшивые деньги.
- Материалы эротического и порнографического содержания.
- Цельный фрукт дуриан (в нарезанном и упакованном либо сушёном виде ― разрешён), кокосы, арбузы.[6]
- Земля и песок (в том числе в горшках с растениями).
- Чучела и обработанная кожа крокодила (в виде готовых изделий ― разрешены).
- Живые черепахи, изделия из черепахового панциря;
- Морской конёк (можно встретить в продаже в сушёном виде).
- Золотые слитки, платиновые украшения.
- Почтовые марки.
- Фальшивые королевские печати, официальные печати.
- Предметы с изображением национального флага Таиланда.

### Домашние питомцы
Вывоз собак породы питбуль-терьер и американский стаффордширский терьер запрещён. Для всех остальных животных требуется разрешение на экспорт.

### Экспорт валюты
Разрешено вывозить следующие суммы наличными:
- Местная валюта (Baht/THB): до 50 000 бат на человека или 100 000 бат на семью. Однако при вывозе тайской валюты в такие страны как Лаос, Мьянма, Камбоджа, Малайзия и Вьетнам сумма её не может превышать 500 000 бат.[7]
- Иностранные валюты: неограниченно. Однако суммы иностранной валюты, превышающие 20 000 долларов США (в эквиваленте), должны быть задекларированы на таможне.

## Возврат НДС на приобретённый товар
Иностранный гражданин в Таиланде может воспользоваться возвратом НДС в размере 7 % на приобретённые в стране товары, расходы на оплату услуг — так называемый VAT Refund. Сам возврат денег происходит при выезде из страны при предъявлении бланков VAT Refund, подтверждающих ваше право на возврат.

### Условия для получения возврата НДС[9]
- Возмещение может быть заявлено только иностранцем, который был в Королевстве менее 180 дней в этом календарном году. Воздушный экипаж, вылетающий из Таиланда в дежурство, не имеет права на возмещение.
- Возврат применяется только к товарам, вывозимым из страны в течение 60 дней после покупки.
- Минимальная сумма покупки должна составлять не менее 2000 бат в каждом из магазинов.
- Общая стоимость покупок должна превышать 5000 бат.
- Товары должны быть куплены в магазинах с надписью: «НДС ВОЗВРАТ ДЛЯ ТУРИСТОВ».
- При покупке продавцу в магазине должен быть предъявлен паспорт, чтобы получить форму возврата НДС по PP10.
- Все квитанции и чеки кредитной карты должны быть сохранены.
- Возврат НДС может быть произведён только в международном аэропорту (Бангкок, Пхукет, Чиангмай и т. д.).

### Товары за которые нельзя требовать возмещения НДС
- Запрещённые предметы.
- Огнестрельное оружие, взрывчатые вещества или любой подобный предмет.
- Драгоценные камни.

Если возврат не превышает 10 000 бат, возврат денег может быть произведён наличными в батах, чеком или денежным переводом на кредитную карту. Если сумма возврата превышает 10 000 бат, то возврат будет производиться с помощью чека либо денежным переводом на кредитную карту. При возврате наличными, взимается комиссия в размере 100 бат. При возврате чеком — 100 бат плюс комиссия по ставке, взимаемой банком, и пошлины на почтовые расходы. Для возврата с помощью кредитной карты — 100 бат и комиссия за перевод денег по тарифам банка.
Документы заявителя должны быть проверены и одобрены до регистрации. Это делается в Отделе возврата НДС в зале вылета. Затем возврат обрабатывается в зале ожидания аэропорта — по этой причине покупки должны находиться в ручном багаже.